# Aleksey Dovgel
Aleksey Dovgel (tiếng Belarus: Аляксей Доўгель; tiếng Nga: Алексей Довгель; sinh 28 tháng 7 năm 1994) là một cầu thủ bóng đá Belarus. Tính đến năm 2016, anh thi đấu cho Torpedo Minsk.